# 備中高松城之戰
備中高松城之戰（びっちゅうたかまつじょうのたたかい）是天正10年（1582年），羽柴秀吉受織田信長之命，對毛利氏配下清水宗治守備的備中國高松城進行之攻略戰。

## 背景
在天正九年（1581年）的鳥取城之戰後織田軍的羽柴秀吉拿下因幡國，加上伯耆國豪族南條元續也被秀吉策反，在天正十年一月（1582年）時毛利方便風聞羽柴秀吉將出兵備中，因此由小早川隆景出面，號召備中、備後的豪族會面商談，而高松城主清水宗治也表示絕對不會倒戈，為表對毛利家的忠誠，將次子清水景治送往毛利家當人質。
羽柴秀吉在天正十年（1582年）整頓好播磨、但馬、因幡三國的兵力後，聯合備前、美作的宇喜多秀家在3月15日正式出兵攻打備中國，3月17日時秀吉養子羽柴秀勝也率軍在備前兒島攻陷常山城。4月時進入備中的羽柴秀吉率先派遣蜂須賀正勝跟黑田孝高為使者想勸降高松城主清水宗治，卻被他嚴詞拒絕，但伊予國的毛利水軍將領來島通總卻接受了秀吉的勸降。
隨後宇喜多忠家在4月25日攻陷毛利家臣林重真的備中冠山城，秀吉軍又在5月2日以黑田孝高率700人為先鋒，進攻乃美元信的備中宮路山城，秀吉軍察覺城兵警備鬆懈，趁夜攻打拿下宮路山城。由桂廣繁鎮守的加冠城（又名鴨城），東之丸守將生石治家陣前倒戈織田家，同樣在5月2日引入織田軍，毛利軍被斬三百人，城池失陷。為強化備中國的防務，毛利輝元也調遣姑丈備後豪族上原元祐進入日幡城助陣，秀吉也派出胞弟羽柴秀長率兩萬兵馬攻打，上原元祐內通秀吉，引織田軍入城殺死日幡城主日幡景親，織田軍順利下日幡城。備中國的河屋城、龜石城、巢蜘塚城也都被秀吉軍拿下。
為了守住備中國，毛利輝元、小早川隆景、吉川元春在5月7日決定率大軍親自支援，兵力有8萬、6萬、3萬等說法，但在4月17日時，羽柴秀吉已率領主力軍將高松城團團包圍。

## 經過
羽柴秀吉在進攻備中高松城時將本陣設在龍王山，黑田孝高獻策建議對高松城進行水攻，利用城池鄰近足守川的地形以兩千人力在城池周遭三里修建土堤，為加快築堤的速度，羽柴秀吉開出1俵土付錢100文和米1升的高價向四周百姓徵集土俵，每一間3528個土俵，就要花了352貫800文跟35石2斗8升，而這個土堤寬12間、長6間、高4間，共花費了63萬5040貫文，米6萬3504石的鉅資，才完成這片土堤。在土堤完工後，秀吉引周遭河川之水灌入，加上梅雨時節降下大雨，使高松城陷入水中，羽柴秀吉也在堤防邊建構數個堡壘加強防備。
築堤將近完工時，曾因搬運大石失敗而出現缺口，幸虧黑田家臣吉田長利建言用石頭跟土囊放在船隻上，然後讓三十艘船隻沉積在缺口處將其堵上。秀吉軍對高松城水攻成功後，鄰近民家也全淹在水裡，羽柴秀吉命令淺野長政跟小西行長乘船載著佛郎机炮（国崩）對城池進行轟擊。
毛利輝元在五月時跟吉川元春、小早川隆景率軍營救高松城，兵力有8萬、3萬等說法，秀吉也分出兩萬兵馬防範毛利軍可能的襲擊，本軍則持續監控堤防，維持對高松城的水攻，而陷入水勢中的高松城也使毛利輝元集結援軍來到後根本無法救援，城中局勢危殆。
但是聽聞毛利輝元率大軍出戰，秀吉也奏請主君織田信長派出大軍支援，信長也安排堀秀政、池田恆興、中川清秀、高山重友、明智光秀、細川藤孝支援秀吉軍，使落入劣勢的毛利輝元被迫決定以割讓備中、備後、伯耆、出雲、美作五國的條件交換，派出使者安國寺惠瓊前往秀吉軍中進行和談，而秀吉則以謀臣黑田孝高負責交涉，但秀吉方卻堅持要城將清水宗治切腹，蜂須賀正勝跟生駒親正更出示部分毛利方豪族許諾投降織田家的書信威脅安國寺惠瓊。秀吉利用水攻包圍高松城，但是在戰爭中接獲長谷川宗仁的書信，獲知主君織田信長死於本能寺之變的消息，所以改以讓渡備中、伯耆、美作三國以及要求清水宗治切腹已放過城兵為條件，和毛利方講和。毛利方在徵求清水宗治同意後，清水宗治與兄長月清入道、弟弟難波伝兵衛、援將末近信賀在6月2日乘小船出城正式切腹，毛利方也交出桂廣繁跟小早川秀包）做為人質，秀吉方也送出毛利重政、毛利高政兄弟當人質，使和約成立。和議達成後，羽柴秀吉也命令黑田孝高打開堤防洩去水勢，拯救城中軍民（黑田如水傳 金子堅太郎著）。
儘管急於討伐明智光秀，羽柴秀吉為防備毛利軍可能的追擊，也留下宇喜多秀家在備前，安排杉原家次擔任高松城代），淺野長政擔任姬路城代，迅速返回京都所在的山城國，討伐明智光秀。

## 參戰武將
| - 織田軍（秀吉方） - 羽柴秀吉 - 羽柴秀勝 - 黑田孝高 - 蜂須賀正勝 - 加藤清正 - 杉原家次 - 羽柴秀長 - 淺野長政 - 堀尾吉晴 - 小西行長 - 花房職秀 - 宇喜多忠家 - 津田信任 | - 毛利軍 - 清水宗治 - 中島元行 - 小早川隆景 - 吉川元春 - 桂廣繁 - 日幡景親 - 小田孫兵衛 - 井上有景 - 毛利輝元 |

## 關連項目
- 高松城 (備中國) （城主清水宗治）
- 中國大返還
- 山崎之戰

## 外部連結
- 実地検証 -備中高松城水攻め-
- 清水宗治Web （页面存档备份，存于）